# Steirischer Ölkürbis
Der Steirische Ölkürbis (Cucurbita pepo subsp. pepo var. styriaca) ist eine Varietät des Gartenkürbis, bei dem durch eine Mutation die Verholzung der Samenschale unterbleibt. Die weiche Konsistenz der Samen (Kürbiskerne) ermöglicht eine effiziente Pressung des Kürbiskernöls. Im Durchschnitt wiegt ein reifer Ölkürbis 8 bis 10 Kilogramm. Junge Früchte sind dunkelgrün und verfärben sich zur Reife nach gelb-orange.